# Розьер-пре-Труа
Розье́р-пре-Труа́ (фр. Rosières-près-Troyes) — коммуна во Франции, находится в регионе Шампань — Арденны. Департамент — Об. Входит в состав кантона Труа-7. Округ коммуны — Труа.
Код INSEE коммуны — 10325.
Коммуна расположена приблизительно в 145 км к юго-востоку от Парижа, в 85 км южнее Шалон-ан-Шампани, в 5 км к югу от Труа.

## Население
Население коммуны на 2008 год составляло 2987 человек.
| 1962 | 1968 | 1975 | 1982 | 1990 | 1999 | 2008 |
| ---- | ---- | ---- | ---- | ---- | ---- | ---- |
| 387  | 527  | 1096 | 1804 | 2283 | 2608 | 2987 |

## Экономика
В 2007 году среди 2300 человек в трудоспособном возрасте (15—64 лет) 1284 были экономически активными, 1016 — неактивными (показатель активности — 55,8 %, в 1999 году было 66,0 %). Из 1284 активных работали 1219 человек (698 мужчин и 521 женщина), безработных было 65 (28 мужчин и 37 женщин). Среди 1016 неактивных 749 человек были учениками или студентами, 169 — пенсионерами, 98 были неактивными по другим причинам.

## Достопримечательности
- Замок, построенный Клодом Перро (XVI век). Памятник истории с 1926 года[3]

## Фотогалерея

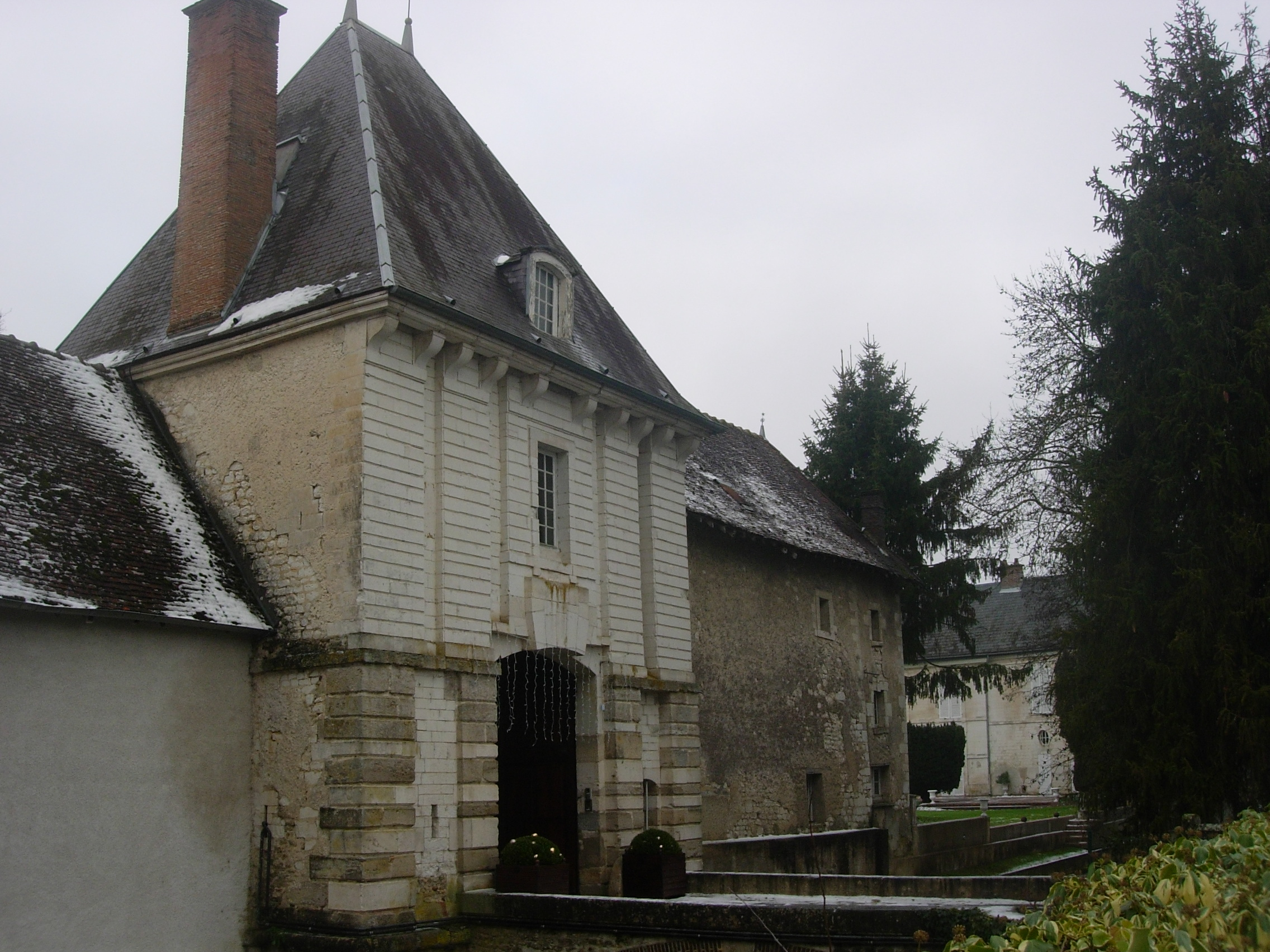
Ворота замка
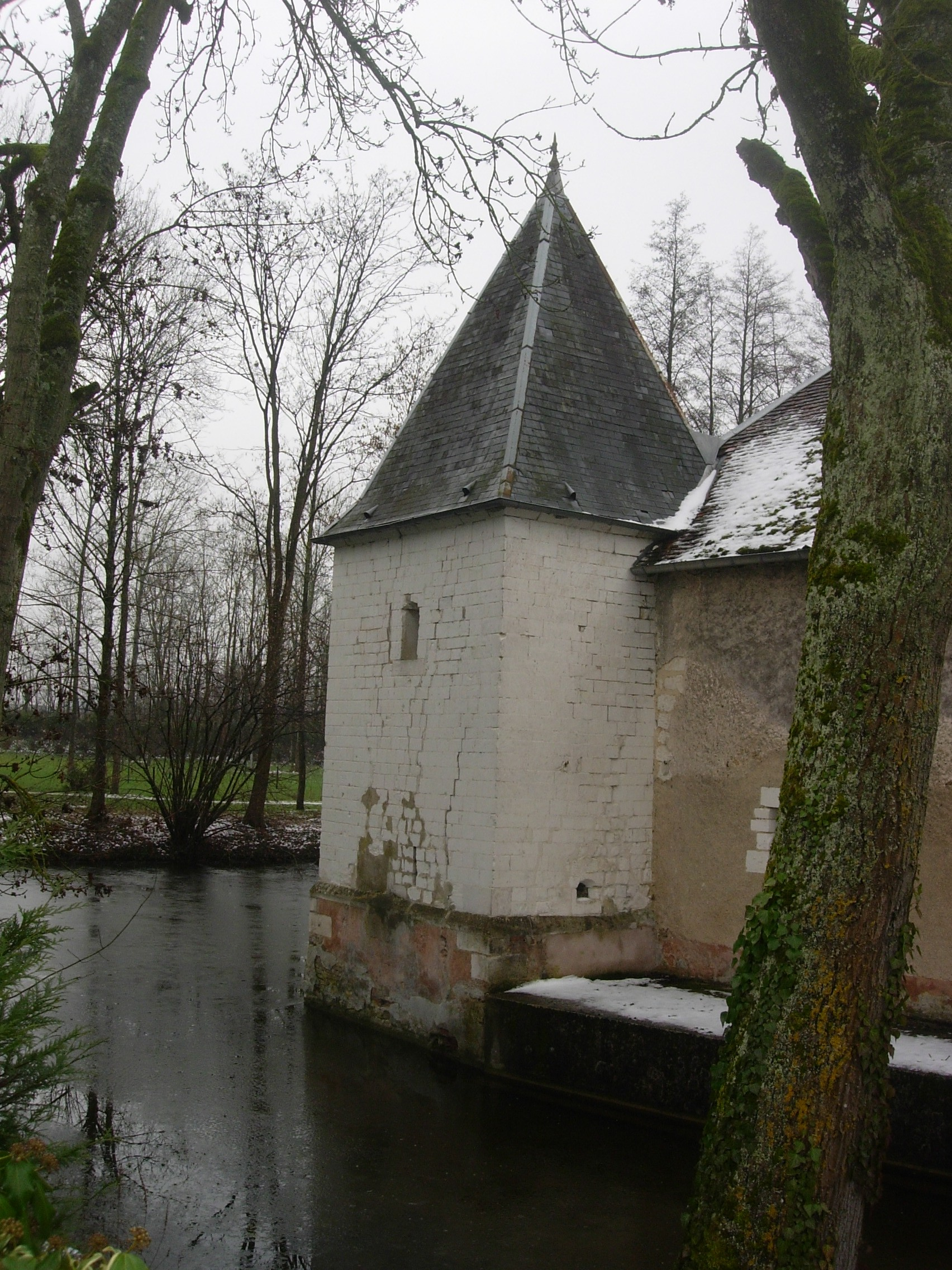
Башня замка
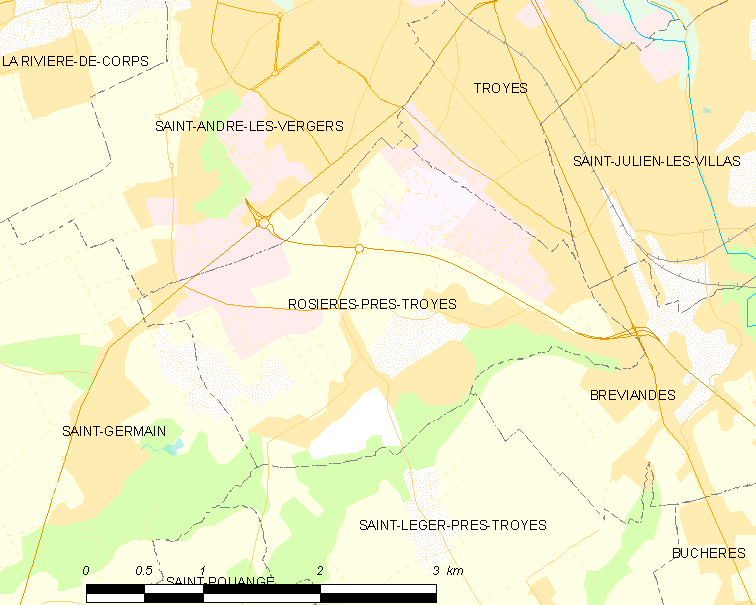
Карта коммуны